# قطعنامه ۱۳۸۸ شورای امنیت
قطعنامه ۱۳۸۸ شورای امنیت سازمان ملل متحد که در تاریخ ۱۵ ژانویه ۲۰۰۲ تصویب شد، سندی بین‌المللی دربارهٔ اوضاع در افغانستان است. این قطعنامه طی نشست ۴۴۴۹ام با ۱۵ رای موافق، ۰ مخالف و ۰ ممتنع تصویب شد.